# Adobe Creative Suite
Die Adobe Creative Suite [əˌdoʊbi kɹiˈeɪt.ɪv swiːt] ist ein Programmpaket von Design-, Grafik- und Produktionssoftware des US-amerikanischen Unternehmens Adobe Inc. Die erste Version kam im September 2003 mit aktualisierten Versionen der einzelnen Programme auf den Markt.
Die letzte käufliche Version war die Creative Suite 6 (CS6) vom Mai 2012. Der Vertrieb wurde im Januar 2017 eingestellt. Neuere Versionen der Einzelprogramme werden nur noch als Abomodell über die Vertriebsplattform Creative Cloud angeboten.

## Anwendungen
Die eigenständigen Programme der Sammlung decken jeweils einen speziellen Anwendungsbereich ab:
- Adobe Acrobat ist zuständig für Adobes Portable Document Format (PDF). Adobe Acrobat Standard, Adobe Acrobat Pro, und Adobe Acrobat Suite dienen der Erzeugung und Bearbeitung von PDF-Dateien. Der Adobe Reader ist ein kostenloses Programm zum Anzeigen von PDF-Dateien.
- Adobe After Effects ist eine Compositing- und Animationssoftware. Mit ihr lassen sich Filmaufnahmen mit computergenerierten Bildern und Effekten zusammenfügen.
- Adobe Audition ist eine professionelle Audioeditor-Software zum Bearbeiten digitaler Audiodateien.
- Adobe Bridge dient als zentrales Programm für sämtliche Projektdateien und Dateiformate, die von den Programmen der Creative Suite unterstützt werden. Dabei werden eine zoom- und blätterbare Dateivorschau sowie umfangreiche Verwaltungsfunktionen für Metaangaben zur Verfügung gestellt.
- Adobe Contribute bearbeitet den Inhalt einer Website. Es ermöglicht mehreren Benutzern innerhalb einer Organisation Websites zu pflegen, ohne dass diese über Webdesign-Fähigkeiten verfügen müssen.
- Adobe Device Central unterstützt den Nutzer bei der Vorschau von Flash-, Bitmap-, Web- und Videoinhalten auf Mobilgeräten. Mit Einführung der Creative Suite CS6 wurden Entwicklung und Vertrieb von Adobe Device Central zum 23. April 2012 eingestellt.[4]
- Adobe Dreamweaver ist ein HTML-Editor, bestehend aus einer Kombination eines WYSIWYG-Editors mit paralleler Quelltextbearbeitung.
- Adobe Dynamic Link regelt die Zusammenarbeit von After Effects, Premiere Pro, Encore und Audition.
- Adobe Encore dient dem Authoring von DVDs und Blu-ray Discs.
- Adobe Fireworks ist ein Grafikprogramm, das Rastergrafiken und Vektorgrafiken bearbeiten und erstellen kann.
- Adobe Flash ist eine Software-Familie mit folgenden Bestandteilen:
  - Adobe Flash Professional
  - Adobe Flash Catalyst
  - Adobe Flash Builder, ehemals Adobe Flex Builder
  - Adobe Flash Player, einer kostenlosen Anwendung zum Abspielen von Flash-Dateien (SWF).
- Adobe Illustrator ist ein Vektorgrafikprogramm.
- Adobe InDesign ist eine Desktop-Publishing-Anwendung.
- Adobe OnLocation ermöglicht Filmemachern, Aufnahmen ohne Umwege auf die Festplatte zu speichern und diese ebenfalls in Echtzeit am Computer zu überwachen und zu steuern.
- Adobe Photoshop ist ein Bildbearbeitungsprogramm.
- Adobe Photoshop Lightroom ist eine Software zur Verwaltung, Optimierung und Konvertierung von Digitalfotos.
- Adobe Premiere Pro ist ein nonlineares Film- und Videoschnittprogramm.

## Versionsgeschichte

### Adobe Creative Suite 2
Die im April 2005 veröffentlichte zweite Auflage der Creative Suite umfasste die Anwendungen Photoshop CS2, Indesign CS2, Illustrator CS2, Golive CS2 sowie Adobe Acrobat 7.0 Professional. Neu kam damals der Designprozess-Manager Version Cue CS2 hinzu, ebenso wie der Dateibrowser Adobe Bridge als Schaltzentrale. Erhältlich war die Suite für Windows (32 bit) und MacOS (PowerPC).
Im Dezember 2012 wurde der Aktivierungsserver „wegen eines technischen Fehlers deaktiviert.“ Kunden werden aufgefordert, aktuelle Versionen dieser Software zu verwenden. Wer die Software dennoch weiterverwenden will, muss die Programme und Standard-Seriennummern als Versionen ohne Aktivierungszwang von der Adobe-Website herunterladen.

### Adobe Creative Suite 3
Am 27. März 2007 wurde eine neue Auflage der Creative Suite angekündigt. Die Versionen sind vielfältig:
|                                                  | Design Standard | Design Premium | Web Standard | Web Premium | Production Premium | Master Collection |
| ------------------------------------------------ | --------------- | -------------- | ------------ | ----------- | ------------------ | ----------------- |
| InDesign CS3                                     | Ja              | Ja             |              |             |                    | Ja                |
| Photoshop CS3                                    | Ja              |                |              |             |                    |                   |
| Photoshop CS3 Extended                           |                 | Ja             |              | Ja          | Ja                 | Ja                |
| Illustrator CS3                                  | Ja              | Ja             |              | Ja          | Ja                 | Ja                |
| Acrobat 8 Professional                           | Ja              | Ja             |              | Ja          |                    | Ja                |
| Flash CS3 Professional                           |                 | Ja             | Ja           | Ja          | Ja                 | Ja                |
| Dreamweaver CS3                                  |                 | Ja             | Ja           | Ja          |                    | Ja                |
| Fireworks CS3, Contribute CS3                    |                 |                | Ja           | Ja          |                    | Ja                |
| After Effects Professional CS3, Premiere Pro CS3 |                 |                |              |             | Ja                 | Ja                |
| Ultra CS3, Encore CS3                            |                 |                |              |             | Ja                 | Ja                |
| Soundbooth CS3, Dynamic Link, OnLocation CS3     |                 |                |              |             | Ja                 | Ja                |

Allen Versionen gemeinsam sind: Adobe Bridge CS3, Adobe Device Central CS3, Adobe Stock Photos (wurde am 1. April 2008 eingestellt), Adobe Acrobat Connect. Adobe Version Cue CS3 ist nur in Production Premium nicht enthalten.

### Adobe Creative Suite 4
Am 23. September 2008 kündigte Adobe die Creative Suite 4 an, die seit Mitte November 2008 in Deutschland erhältlich ist. Die Programmpakete wurden leicht verändert. Größere Fortschritte hat Adobe bei der Zusammenarbeit der verschiedenen Programme angekündigt.
Zudem wurden die Benutzeroberflächen vereinheitlicht.
|                        | Design Premium | Design Standard | Web Premium | Web Standard | Production Premium | Master Collection |
| ---------------------- | -------------- | --------------- | ----------- | ------------ | ------------------ | ----------------- |
| InDesign CS4           | Ja             | Ja              |             |              |                    | Ja                |
| Photoshop CS4 Extended | Ja             |                 | Ja          |              | Ja                 | Ja                |
| Photoshop CS4          |                | Ja              |             |              |                    |                   |
| Illustrator CS4        | Ja             | Ja              | Ja          |              | Ja                 | Ja                |
| Acrobat 9 Pro          | Ja             | Ja              | Ja          |              |                    | Ja                |
| Flash CS4 Professional | Ja             |                 | Ja          | Ja           | Ja                 | Ja                |
| Dreamweaver CS4        | Ja             |                 | Ja          | Ja           |                    | Ja                |
| Fireworks CS4          | Ja             |                 | Ja          | Ja           |                    | Ja                |
| Contribute CS4         |                |                 | Ja          | Ja           |                    | Ja                |
| After Effects CS4      |                |                 |             |              | Ja                 | Ja                |
| Premiere Pro CS4       |                |                 |             |              | Ja                 | Ja                |
| Soundbooth CS4         |                |                 | Ja          |              | Ja                 | Ja                |
| OnLocation CS4         |                |                 |             |              | Ja                 | Ja                |
| Encore CS4             |                |                 |             |              | Ja                 | Ja                |
| Bridge CS4             | Ja             | Ja              | Ja          | Ja           | Ja                 | Ja                |
| Device Central CS4     | Ja             | Ja              | Ja          | Ja           | Ja                 | Ja                |
| Dynamic Link           |                |                 |             |              | Ja                 | Ja                |
| Version Cue CS4        | Ja             | Ja              | Ja          | Ja           |                    | Ja                |

### Adobe Creative Suite 5
Am 12. April 2010 kündigte Adobe die Creative Suite 5 an. Dabei wurde die Version „Web Standard“ gestrichen. Die Pakete haben sich dagegen kaum verändert, doch die Preisempfehlungen sind teils deutlich gesenkt worden.
|                          | Design Premium | Design Standard | Web Premium | Production Premium | Master Collection |
| ------------------------ | -------------- | --------------- | ----------- | ------------------ | ----------------- |
| InDesign CS5             | Ja             | Ja              |             |                    | Ja                |
| Photoshop CS5 Extended   | Ja             |                 | Ja          | Ja                 | Ja                |
| Photoshop CS5            |                | Ja              |             |                    |                   |
| Illustrator CS5          | Ja             | Ja              | Ja          | Ja                 | Ja                |
| Acrobat 9 Pro            | Ja             | Ja              | Ja          |                    | Ja                |
| Flash Catalyst CS5       | Ja             |                 | Ja          | Ja                 | Ja                |
| Flash Professional CS5   | Ja             |                 | Ja          | Ja                 | Ja                |
| Flash Builder 4 Standard |                |                 | Ja          |                    | Ja                |
| Dreamweaver CS5          | Ja             |                 | Ja          |                    | Ja                |
| Fireworks CS5            | Ja             |                 | Ja          |                    | Ja                |
| Contribute CS5           |                |                 | Ja          |                    | Ja                |
| Premiere Pro CS5         |                |                 |             | Ja                 | Ja                |
| After Effects CS5        |                |                 |             | Ja                 | Ja                |
| Soundbooth CS5           |                |                 |             | Ja                 | Ja                |
| OnLocation CS5           |                |                 |             | Ja                 | Ja                |
| Encore CS5               |                |                 |             | Ja                 | Ja                |
| Bridge CS5               | Ja             | Ja              | Ja          | Ja                 | Ja                |
| Device Central CS5       | Ja             | Ja              | Ja          | Ja                 | Ja                |
| Dynamic Link             |                |                 |             | Ja                 | Ja                |
| CS Live                  | Ja             | Ja              | Ja          | Ja                 | Ja                |

### Adobe Creative Suite 5.5
Am 11. April 2011 kündigte Adobe die Creative Suite 5.5 an. Als wichtigste Neuerung wurde ein neues Lizenzpreismodell auf monatlicher Mietbasis eingeführt. Soundbooth wurde in dieser Veröffentlichung durch Adobe Audition CS5.5 ersetzt.
|                          | Design Premium | Design Standard | Web Premium | Production Premium | Master Collection |
| ------------------------ | -------------- | --------------- | ----------- | ------------------ | ----------------- |
| InDesign CS5.5           | Ja             | Ja              |             |                    | Ja                |
| Photoshop CS5 Extended   | Ja             |                 | Ja          | Ja                 | Ja                |
| Photoshop CS5            |                | Ja              |             |                    |                   |
| Illustrator CS5          | Ja             | Ja              | Ja          | Ja                 | Ja                |
| Acrobat X Pro            | Ja             | Ja              | Ja          |                    | Ja                |
| Flash Catalyst CS5.5     | Ja             |                 | Ja          | Ja                 | Ja                |
| Flash Professional CS5.5 | Ja             |                 | Ja          | Ja                 | Ja                |
| Flash Builder 4 Standard |                |                 | Ja          |                    | Ja                |
| Dreamweaver CS5.5        | Ja             |                 | Ja          |                    | Ja                |
| Fireworks CS5            | Ja             |                 | Ja          |                    | Ja                |
| Contribute CS5           |                |                 | Ja          |                    | Ja                |
| Premiere Pro CS5.5       |                |                 |             | Ja                 | Ja                |
| After Effects CS5.5      |                |                 |             | Ja                 | Ja                |
| Adobe Audition CS5.5     |                |                 |             | Ja                 | Ja                |
| OnLocation CS5           |                |                 |             | Ja                 | Ja                |
| Encore CS5               |                |                 |             | Ja                 | Ja                |
| Bridge CS5               | Ja             | Ja              | Ja          | Ja                 | Ja                |
| Device Central CS5       | Ja             | Ja              | Ja          | Ja                 | Ja                |
| Dynamic Link             |                |                 |             | Ja                 | Ja                |
| CS Live                  | Ja             | Ja              | Ja          | Ja                 | Ja                |

### Adobe Creative Suite 6
Die Adobe Creative Suite 6 konnte ab dem 23. April 2012 vorbestellt werden und war seit dem 7. Mai verfügbar. Photoshop CS 6 konnte bereits davor als Beta-Version kostenlos getestet werden. Die Testperiode endete mit dem Verkaufsstart der Creative Suite 6. Benutzer der Versionen Creative Suite 3 und 4 konnten bis Ende 2012 die normalen Upgrade-Pakete nutzen, um auf Creative Suite 6 upzugraden. Danach verfiel dieses Recht und stand nur noch ab Creative Suite 5.0 zur Verfügung. Adobe kündigte dieses Modell aufgrund des Rhythmuswechsels bei den Versionsveröffentlichungen ausdrücklich als Übergangslösung an. In Zukunft sollten immer nur die beiden vorangegangenen Versionen, inklusive Zwischenversionen wie CS 5.5, upgradefähig gehalten werden.
Mit Einführung der Creative Suite CS6 startete Adobe den Abodienst Adobe Creative Cloud, dessen Nutzer für einen monatlichen Beitrag vollen Zugang zu allen Funktionen der Adobe Creative Suite CS6 erhalten.
Adobe vertrieb die Creative Suite 6 in fünf verschiedenen Kombinationen, den sogenannten „Editionen“:
- Adobe Creative Suite 6 Design Standard ist eine Edition der Adobe-Creative-Suite-6-Produktfamilie für professionelle Print-, Web- und Grafikdesigner.
- Adobe Creative Suite 6 Design & Web Premium ist eine Edition der Produktfamilie für professionelle Grafik- und Webdesigner sowie -entwickler.
- Adobe Creative Suite 6 Production Premium ist eine Edition für professionelle Entwickler, die Inhalte für Film, Video, Web und Mobilgeräte herstellen.
- Adobe Creative Suite 6 Master Collection enthält alle Anwendungen oben genannter Editionen
- Adobe Creative Cloud ist eine Edition der Adobe Creative Suite 6 auf Abonnement-Basis, welche alle Inhalte der Master Collection enthält und darüber hinaus noch weitere Cloud-Dienste bereitstellt.

Adobe bot ebenfalls sogenannte „Student and Teacher“-Editionen aller oben genannten Softwarepakete an. Ab der Version CS5 ist auch eine kommerzielle Nutzung der vergünstigten Schüler- und Studenteneditionen erlaubt.
Nachfolgende Tabelle vergleicht die einzelnen Editionen der Adobe Creative Suite 6:
| Adobe Creative Suite 6      | Adobe Creative Suite 6 | Adobe Creative Suite 6 | Adobe Creative Suite 6 | Adobe Creative Suite 6 | Adobe Creative Suite 6 |
|                             | Design Standard        | Design & Web Premium   | Production Premium     | Master Collection      | Creative Cloud         |
| --------------------------- | ---------------------- | ---------------------- | ---------------------- | ---------------------- | ---------------------- |
| Photoshop CS6               | Ja                     |                        |                        |                        |                        |
| Photoshop CS6 Extended      |                        | Ja                     | Ja                     | Ja                     | Ja                     |
| Adobe Photoshop Lightroom 4 |                        |                        |                        |                        | Ja                     |
| Illustrator CS6             | Ja                     | Ja                     | Ja                     | Ja                     | Ja                     |
| InDesign CS6                | Ja                     | Ja                     |                        | Ja                     | Ja                     |
| Muse                        |                        |                        |                        |                        | Ja                     |
| Acrobat X Pro               | Ja                     | Ja                     |                        | Ja                     | Ja                     |
| Flash Professional CS6      |                        | Ja                     | Ja                     | Ja                     | Ja                     |
| Flash Builder 4.6 Premium   |                        |                        |                        | Ja                     | Ja                     |
| Dreamweaver CS6             |                        | Ja                     |                        | Ja                     | Ja                     |
| Edge                        |                        |                        |                        |                        | Ja                     |
| Fireworks CS6               |                        | Ja                     |                        | Ja                     | Ja                     |
| Premiere Pro CS6            |                        |                        | Ja                     | Ja                     | Ja                     |
| After Effects CS6           |                        |                        | Ja                     | Ja                     | Ja                     |
| Audition CS6                |                        |                        | Ja                     | Ja                     | Ja                     |
| SpeedGrade CS6              |                        |                        | Ja                     | Ja                     | Ja                     |
| Prelude CS6                 |                        |                        | Ja                     | Ja                     | Ja                     |
| Encore CS6                  |                        |                        | Ja                     | Ja                     | Ja                     |
| Bridge CS6                  | Ja                     | Ja                     | Ja                     | Ja                     | Ja                     |
| Media Encoder CS6           | Ja                     | Ja                     | Ja                     | Ja                     | Ja                     |
| Dienste                     |                        |                        |                        |                        |                        |
| Device and PC sync          |                        |                        |                        |                        | Ja                     |
| Cloud storage               |                        |                        |                        |                        | Ja                     |
| Business Catalyst           |                        |                        |                        |                        | Ja                     |
| Typekit                     |                        |                        |                        |                        | Ja                     |
| Story Plus                  |                        |                        |                        |                        | Ja                     |